# Afurcagobius
Afurcagobius – rodzaj ryb z rodziny babkowatych.

## Klasyfikacja

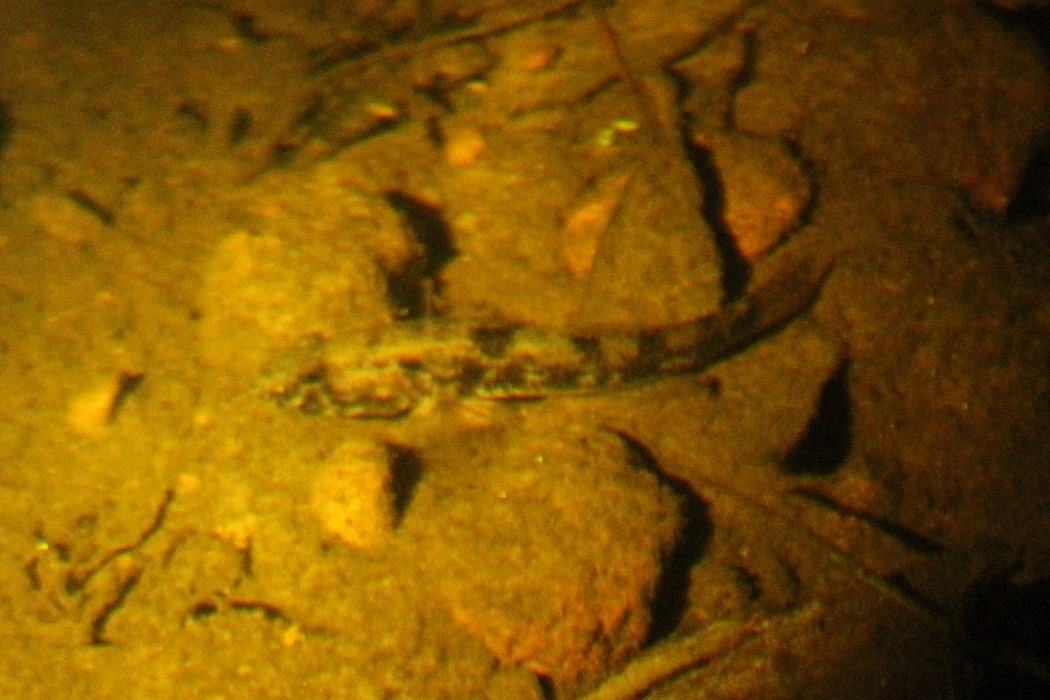
Przedstawiciel rodzaju Afurcagobius

Gatunki zaliczane do tego rodzaju:
- Afurcagobius suppositus
- Afurcagobius tamarensis